# Nunataki Ivanova
Nunataki Ivanova är en nunatak i Antarktis. Den ligger i Östantarktis. Australien gör anspråk på området. Toppen på Nunataki Ivanova är 1 574 meter över havet.
Terrängen runt Nunataki Ivanova är huvudsakligen platt, men åt sydväst är den kuperad. Trakten är obefolkad. Det finns inga samhällen i närheten.